# Terremoto de Colima de 1574
El Terremoto de Colima de 1574 ocurrió el 15 de abril de 1574, y se le considera el primer terremoto debidamente documentado en el estado de Colima. Jorge Piza Espinosa lo cataloga como de magnitud 7 en la escala de Richter. 